# 斯内齐尼克山
斯内齐尼克山（Snežnik）是一座位于斯洛文尼亚的山。山的面积约85平方公里。該山主要位于斯洛文尼亚，一部分位於克罗地亚。當地有野生动植物，有人來這裡徒步旅行和登山。